# Arthur Gloy
Arthur Hermann Gloy (* 26. April 1867 in Kiel; † 9. März 1934 ebenda) war ein deutscher Gymnasiallehrer und Heimatforscher.

## Leben und Wirken als Pädagoge
Arthur Gloy war ein Sohn von Ehler Hermann Gloy (* 7. März 1832 in Kellinghusen; † 17. August 1905 in Friedrichsort) und dessen Ehefrau Alvida (Alvilda) Karoline Maria, geborene Christensen (* 6. August 1835 in Kopenhagen; † 3. Mai 1902 in Kiel). Sein Vater war ein Kieler Postbeamter.
Gloy infizierte sich im Vorschulalter mit der Kinderlähmung und hatte seitdem eine schwere Gehbehinderung. Ab dem Herbst 1876 lernte er an der Kieler Gelehrtenschule. Zu seinen Lehrern gehörte Karl Jansen, der unter anderem eine Biografie über Uwe Jens Lornsen geschrieben hatte und Gloy früh mit der Landesgeschichte bekannt machte. Ostern 1887 legte er die Reifeprüfung ab und begann ein Studium an der Universität Kiel. 1889/90 besuchte er für zwei Semester die Universität Göttingen. Er hörte zumeist Geschichte und Geographie, darüber hinaus Klassische Philologie, nordische Sprachen und Germanistik. Eine besondere Beziehung pflegte er mit seinem späteren Doktorvater Otto Krümmel.
Gloy promovierte Ende 1892 über „Beiträge zur Siedelungskunde Nordalbingens“.  Im Frühjahr 1893 legte er das Staatsexamen ab. Anschließend suchte er für den Kaufmann W. Volckens aus Altona in mehreren Archiven nach Quellen über die Historie und Topographie des Kirchspiels Hademarschen. Im Herbst 1893 begann er sein Seminarjahr im Christianeum. Danach gelang es ihm, trotz seiner Behinderung dem Lehrberuf nachzugehen und heimatkundliche Forschungen zu betreiben. Im November 1894 übernahm er eine Lehrstelle an der Kieler Oberrealschule Knooper Weg. Ab dem Schuljahr 1897/98 lehrte er zusätzlich an dem angegliederten Reform-Realgymnasium Erdkunde, Geschichte und Deutsch. Ende 1898 wurde er zum Oberlehrer befördert.
Zu Beginn des Schuljahres 1903/04 ging Gloy gemeinsam mit vier weiteren Oberlehrern und drei Klassen zur Oberrealschule I, der heutigen Hebbelschule, und gehörte zu den ersten Lehrern, die in der neu gegründeten Schule unterrichteten. Von Beginn an pflegte er nebenbei die Lehrmaterialsammlung der Schule für die Fächer Erdkunde und Geschichte. Ab dem Schuljahr 1905/06 bot er zusätzlich geschichtliche Exkursionen in Form von Stadtrundgängen und Museumsbesuchen an. Aufgrund von Sparmaßnahmen der preußischen Regierung ging er 1924 in den vorzeitigen Ruhestand.

## Wirken als Heimatforscher
Gloys bedeutende Leistungen lagen im Bereich der Heimatforschung. Er trat früh in die Gesellschaft für Kieler Stadtgeschichte ein und engagierte sich von 1903 bis 1921 in deren Vorstand. Für seine historischen Forschungen konnte er für längere Recherchen in Archiven nur die Schulferien nutzen. Neben seinem Interesse an der Geschichte der Region interessierte er sich auch für deren Geographie.
1894 arbeitete er mit „Der Gang der Germanisation in Olst-Holstein“ nahe an dem Themengebiet seiner Promotion. 1901 schuf er die „Beiträge zur Geschichte der Leibeigenschaft in Holstein“, 1904 publizierte er die „Bilder aus der Vergangenheit des Klosters Preetz“. Mit seiner „Geschichte und Topographie des Kirchspiels Hademarschens“ beabsichtigte er, Forschungen zur Historie der ländlichen Regionen des früheren Amtes Rendsburg anzustoßen.
Während seiner Forschungen entdeckte Gloy im Gutsarchiv von Hanerau eine Handschrift des früheren Justitiars Hinrich Jürgens aus dem Jahr 1820. Er verarbeitete diese Topographie in seinem Buch über Hademarschen und erstellte 1897 separat eine Topographie über das Gut Drage. Ab 1897 wollte er über „Das alte Amt Kronshagen“ schrieben. Hiermit konnte er erst nach Grundsteinlegung des neuen Amt- und Gemeindehauses im Jahr 1910 beginnen. Im Jahr 1914 hatte er die Arbeiten fertiggestellt. Dabei arbeitete er größtenteils mit Archivalien und selten mit mündlichen Überlieferungen. Auf Basis dieses Buches entstand die 1971 veröffentlichte Chronik der Gemeinde.
Gloy betreute die schleswig-holsteinische Version des „Deutschen Lesebuches“. Das fünf Bände umfassende Werk für Sexta bis Untersekunda entstand unter Mitwirkung von P. Hellwig, P. Hirt und U. Zernial. Gemäß den Lehrplänen Preußens aus dem Jahr 1892 sollte der Deutschunterricht in der Höheren Schule eine zentrale Position einnehmen und in den unteren Klassen auch den Geschichtsunterricht fördern. Außerdem sollten Beiträge lokaler Autoren zu Geschichte, Landeskunde und Literatur der Heimatregion enthalten sein. Um die Bedeutung des Überseehandels und der Marine in der Politik des Kaiserreichs zu berücksichtigen, wählte Gloy auch Berichte aus den deutschen Kolonien und der Seefahrt. Ein zeitgenössischer Kritiker lobte, dass dies das erste Buch sei, das Heimatkunde im Unterricht an Höheren Schulen behandele.
Begleitend zu seinem Schulbuch beschäftigte sich Gloy mit dem für den Erdkundeunterricht vorgesehenen Ergänzungsheft „Landeskunde der Provinz Schleswig-Holstein“. Das Werk basierte auf einer Ursprungsversion von Otto Scholz, die Otto Doormann weitergeführt hatte. 1917 veröffentlichte Gloy eine komplett überarbeitete Version und arbeitete dabei aktuelle politische Themen, so die strategische Lage Helgolands, mit ein.
Auf Bitten von Peter Christian Hansen beschäftigte sich Gloy danach mit der nicht fertiggestellten Dissertation dessen Sohn Hans, der 1916 während des Krieges getötet worden war. Daraus entstanden 1917 in maschinenlesbarer Form die „Beiträge zur Geschichte der Grossen Grünen Schützengilde von Kiel“. Gloy schrieb ein eigenes Schlusskapitel, in dem er die Arbeit der Gilde im Rahmen der allgemeinen Stadtgeschichte darstellte. Dabei beschrieb er kritisch die ab 1870 vorgenommene Vernichtung der historischen Stadt.
Gloys bekanntestes Buch kam an Weihnachten 1925 heraus. Dokumente hierfür hatte er bereits vor Beginn des Ersten Weltkriegs zusammengetragen, insbesondere Beiträge aus schwer erhältlichen Quellen. Das Buch trug den Titel „Aus Kiels Vergangenheit und Gegenwart. Ein Heimatbuch für jung und alt“. Darüber hinaus schrieb er mehrere Artikel, bei denen er hin und wieder ältere eigene Publikationen erneut verwendete. Gloy wollte die Geschichte Kiels nicht chronologisch aufarbeiten, sondern nicht miteinander zusammenhängende Einzeldarstellungen schaffen, die das historische Kiel und dessen Einwohner beschrieben.
Gloy schrieb viele Artikel über Stadt- und Heimatgeschichte für Kieler Tageszeitungen, heimatkundliche Zeitschriften und Journale. Er versuchte, eine möglichst große Leserschaft zu erreichen und ihr geschichtliches Interesse zu adressieren. Dabei erkannte er gut, was bei Lesern ankam. In den letzten Lebensjahren publizierte er insbesondere zur Historie der Schleswig-Holsteinischen Erhebung und die dadurch ausgelösten militärischen Konflikte.
1910 wurde Gloy zum Professor ernannt.

## Familie
Gloy heiratete am 2. Oktober 1896 Christine (Christiane) Margarethe Werner (* 3. April 1870 in Friedrichstadt; † 25. Juni 1942 in Kropp). Das Ehepaar hatte drei Töchter und einen Sohn.

## Werke
- Siedelungstypen des Deutschen Reiches (Unter besonderer Berücksichtigung der in Schleswig-Holstein vertretenen). In: Die Heimat. Monatsschrift des Vereins zur Pflege der Natur- und Landeskunde in Schleswig-Holstein, Hamburg und Lübeck. Bd. 3 (1893), Heft 10, Oktober 1893, S. 217–228 (Digitalisat).
- Zur geographischen Namenkunde Nordalbingiens. In: Die Heimat. Monatsschrift des Vereins zur Pflege der Natur- und Landeskunde in Schleswig-Holstein, Hamburg und Lübeck. Bd. 4 (1894), Heft 1, Januar 1894, S. 8–15 (Digitalisat).
- Der Gang der Germanisation in Ost-Holstein. In: Die Heimat. Monatsschrift des Vereins zur Pflege der Natur- und Landeskunde in Schleswig-Holstein, Hamburg und Lübeck. Bd. 4 (1894), Heft 5 und 6, Mai und Juni 1894, S. 97–113 (Digitalisat) und Heft 7 und 8, Juli und August 1894, S. 145–170 (Digitalisat).
- Auf dem Schlachtfelde von Idstedt. In: Die Heimat. Monatsschrift des Vereins zur Pflege der Natur- und Landeskunde in Schleswig-Holstein, Hamburg und Lübeck. Bd. 8 (1898), Heft 3, März 1898, S. 50–56 (Digitalisat).
- Die Erhebung Schleswig-Holsteins. Ein Gedenkblatt zur Feier der fünfzigjährigen Wiederkehr des 24. März 1848. In: Die Heimat. Monatsschrift des Vereins zur Pflege der Natur- und Landeskunde in Schleswig-Holstein, Hamburg und Lübeck. Bd. 8 (1898), Heft 3, März 1898, S. 56–69 (Digitalisat).
- Die Entstehung des Fleckens Kellinghusen. In: Die Heimat. Monatsschrift des Vereins zur Pflege der Natur- und Landeskunde in Schleswig-Holstein, Hamburg und Lübeck. Bd. 11 (1901), Heft 4, April 1901, S. 71–78 (Digitalisat).
- Die Dinggerichte in Holstein. In: Die Heimat. Monatsschrift des Vereins zur Pflege der Natur- und Landeskunde in Schleswig-Holstein, Hamburg und Lübeck. Bd. 12 (1902), Heft 5, Mai 1902, S. 115–119 (Digitalisat).
- Der alte schleswig-holsteinische Kanal. In: Die Heimat. Monatsschrift des Vereins zur Pflege der Natur- und Landeskunde in Schleswig-Holstein, Hamburg und Lübeck. Bd. 12 (1902), Heft 10, Oktober 1902, S. 233–235 (Digitalisat).
- Der Schwedenkönig Karl X. Gustav in Schleswig-Holstein. In: Die Heimat. Monatsschrift des Vereins zur Pflege der Natur- und Landeskunde in Schleswig-Holstein, Hamburg und Lübeck. Bd. 13 (1903), Heft 1, Januar 1903, S. 13–17 (Digitalisat).
- Bilder aus der Vergangenheit des Klosters Preetz. In: Die Heimat. Monatsschrift des Vereins zur Pflege der Natur- und Landeskunde in Schleswig-Holstein, Hamburg und Lübeck. Bd. 14 (1904), Heft 1, Januar 1904, S. 14–19 (Digitalisat), Heft 2, Februar 1904, S. 29–34 (Digitalisat), Heft 3, März 1904, S. 55–61 (Digitalisat).
- Das Lockstedter Lager. In: Die Heimat. Monatsschrift des Vereins zur Pflege der Natur- und Landeskunde in Schleswig-Holstein, Hamburg und Lübeck. Bd. 15 (1905), Heft 2, Februar 1905, S. 41–45 (Digitalisat).
- Karls des Großen „limes Saxoniae“ in Holstein. In: Die Heimat. Monatsschrift des Vereins zur Pflege der Natur- und Landeskunde in Schleswig-Holstein, Hamburg und Lübeck. Bd. 15 (1905), Heft 8, August 1905, S. 173–181 (Digitalisat), Heft 9, September 1905, S. 205–207 (Digitalisat).
- Aus dem Polackenkriege von 1658/59. Aus dem Tagebuche eines polnischen Edelmannes.  n: Die Heimat. Monatsschrift des Vereins zur Pflege der Natur- und Landeskunde in Schleswig-Holstein, Hamburg und Lübeck. Bd. 19 (1909), Heft 5, Mai 1905, S. 104–111 (Digitalisat).